# Haddaway
Нестор Олександр Хаддавей (англ. Nestor Alexander Haddaway) (Haddaway) — співак, найбільшу популярність отримав у 90-х з композицією What is Love.

## Біографія
Нестор Олександр Хаддавей народився 9 січня 1965   в  Тринідаді в родині нідерландського океанографа і тринідадської медсестри. Переїхав до Європи на початку 1970 з батьком після розлучення батьків. Після закінчення початкової школи-інтернату він переїхав до Сполучених Штатів, щоб бути зі своєю матір'ю.
Закінчив середню школу в місті Меріленд, штат Меріленд, в 1983 році. Був дуже активний в шкільних джазових, симфонічних і естрадних ансамблях.
Розкриваючи любов до музики, Haddaway виконував невеликі ролі в кавер-групах в той час, коли він вивчав «північно-американську історію від перших монголоїдних поселенців до Амеріго Веспуччі в п'ятнадцятому столітті» в  Університеті Джорджа Вашингтона, Вашингтон (округ Колумбія).
В 1989 році, у віці 24 років, Haddaway повернувся в Європу і влаштувався в Кельні (Німеччина), де він почав грати в американський футбол як нападник в «кельнських крокодилів» в Німецькій футбольній лізі, а також підробляв як хореограф, продавець килимів; займався написанням музики у вільний час.
Найбільший успіх випав на 1993 рік  після зустрічі з Тоні Хендріком, відомим музичним продюсером з Coconut Records (A La Carte, Bad Boys Blue ,  Xanadu, Silent Circle, Londonbeat). Дебютний сингл «What is Love» (1993) посів перше місце в чартах практично всіх країн Європи, Азії, Північної та Латинської Америки.
Наступні сингли «Life», «I Miss You» і «Rock My Heart» закріпили за Haddaway славу одного з найпопулярніших евроденс - виконавців.
У другій половині 90-их інтерес до виконавця став поступово згасати. Після випуску третього альбому  Let's Do It Now  (1998) Haddaway залишив Coconut Records, але, випустивши 2 диска на інших рекорд-лейбли  My Face  (2001) і  Love Makes  (2002), музикант знову повернувся до своїх перших продюсерів - Тоні Хендрика і Карін Хартманн.
Нестор Олександр Хаддавей, крім захоплення музикою, знявся як актор у фільмі «Scholl out», займався швидкісними  автогонками (наприклад, брав участь в Porsche Cup), фітнесом, гольфом.
Цікавим нагадуванням світу про його творчість став фільм «Night at the Roxbury», знятий студією CBS «Суботнього вечора у прямому ефірі» 1998 рік, в якому композиція «What is Love» використовується як центральна тема.
У 2008 році (пізніше в 2010) планувався альбом  Crucified  (14 треків). На підтримку альбому був випущений сингл «Follow Me» (2007). Сам альбом не був випущений.
У 2010 році його суперхіт «What Is Love» став семплом для синглу Eminem і Lil Wayne -  No Love.

## Дискографія

### Альбоми
- 1993 The Album (Coconut Records)
- 1995 The Drive (Coconut Records)
- 1998 Let’s Do It Now (BMG)
- 2001 My Face (Terzetto)
- 2005 Pop Splits (Coconut Music)

### Сингли
- 1992 «What is Love»
- 1993 «Life»
- 1993 «I Miss You»
- 1994 «Stir It Up» (США)
- 1994 «Rock My Heart»
- 1995 «Fly Away»
- 1995 «Catch A Fire»
- 1995 «Lover Be Thy Name»
- 1997 «What About Me»
- 1998 «Who Do You Love»
- 1998 «You’re Taking My Heart»
- 1999 «The Millennium Mixes»
- 2001 «Deep»
- 2002 «Love Makes»
- 2003 «What Is Love» (Reloaded)
- 2005 «Spaceman»
- 2005 «Missionary Man» (feat. Della Miles)
- 2007 «Follow Me»
- 2008 «I Love The 90’s» (vs. Dr. Alban)
- 2009 «What Is Love 2k9» (meets Klaas)
- 2010 «You Gave Me Love»
- 2011 «Thing Called Love» (feat. Wolfram)
- 2012 «What Is Love (Project 46 Remix)» (США)
- 2012 «Up And Up» (feat. The Mad Stuntman) (США)
- 2012 «Up And Up (The Remixes)» (feat. The Mad Stuntman) (США)

### Збірки
- 1999 All The Best — His Greatest Hits (Coconut Records)
- 2000 Best Hits (Coconut Records)
- 2002 Love Makes (ZYX Records)
- 2002 The Greatest Hits (Empire Musicwerks)
- 2004 The Best Of What Is Love (BMG Special Products) (США)
- 2004 The Album New Edition — Hit Collection Vol.1 (Coconut Records)
- 2005 Rock My Heart (Eurotrend)
- 2005 What Is Love (Laserlight Digital)
- 2007 All The Best | His Greatest Hits & Videos (Coconut Music)

### DVD
- 2005 All The Best — His Greatest Video (Coconut Music)